# Еймітівілл (Нью-Йорк)
Еймітівілл (англ. Amityville) — селище (англ. village) в США, в окрузі Саффолк штату Нью-Йорк. Населення — 9500 осіб (2020).

## Географія
Еймітівілл розташований за координатами 40°40′11″ пн. ш. 73°24′57″ зх. д. / 40.66972° пн. ш. 73.41583° зх. д. (40.669844, -73.415787).  За даними Бюро перепису населення США в 2010 році селище мало площу 6,41 км², з яких 5,47 км² — суходіл та 0,94 км² — водойми.

## Демографія
Згідно з переписом 2010 року, у селищі мешкали 9523 особи в 3690 домогосподарствах у складі 2284 родин. Густота населення становила 1485 осіб/км².  Було 3997 помешкань (623/км²).
Расовий склад населення:
| - 81,7 % — білих - 9,7 % — чорних або афроамериканців - 1,8 % — азіатів - 0,3 % — корінних американців - 4,1 % — осіб інших рас |

До двох чи більше рас належало 2,5 %. Частка іспаномовних становила 13,1 % від усіх жителів.
За віковим діапазоном населення розподілялося таким чином: 17,7 % — особи молодші 18 років, 62,4 % — особи у віці 18—64 років, 19,9 % — особи у віці 65 років та старші. Медіана віку мешканця становила 46,4 року. На 100 осіб жіночої статі у селищі припадало 91,5 чоловіків;  на 100 жінок у віці від 18 років та старших — 89,0 чоловіків також старших 18 років.
Середній дохід на одне домашнє господарство  становив 98 417 доларів США (медіана — 83 125), а середній дохід на одну сім'ю — 113 301 долар (медіана — 107 067). Медіана доходів становила 58 843 долари для чоловіків та 46 352 долари для жінок. За межею бідності перебувало 10,9 % осіб, у тому числі 16,7 % дітей у віці до 18 років та 8,6 % осіб у віці 65 років та старших.
Цивільне працевлаштоване населення становило 4664 особи. Основні галузі зайнятості: освіта, охорона здоров'я та соціальна допомога — 27,9 %, роздрібна торгівля — 12,9 %, науковці, спеціалісти, менеджери — 10,8 %, мистецтво, розваги та відпочинок — 8,9 %.